# Tippo Sahib
Tippo Sahib, eller Tipu Sultan, född 10 december 1750 i Devanahalli, död (stupad) 4 maj 1799 i Seringapatam,  var härskare över det indiska furstendömet Mysore 1782-1799.

## Biografi

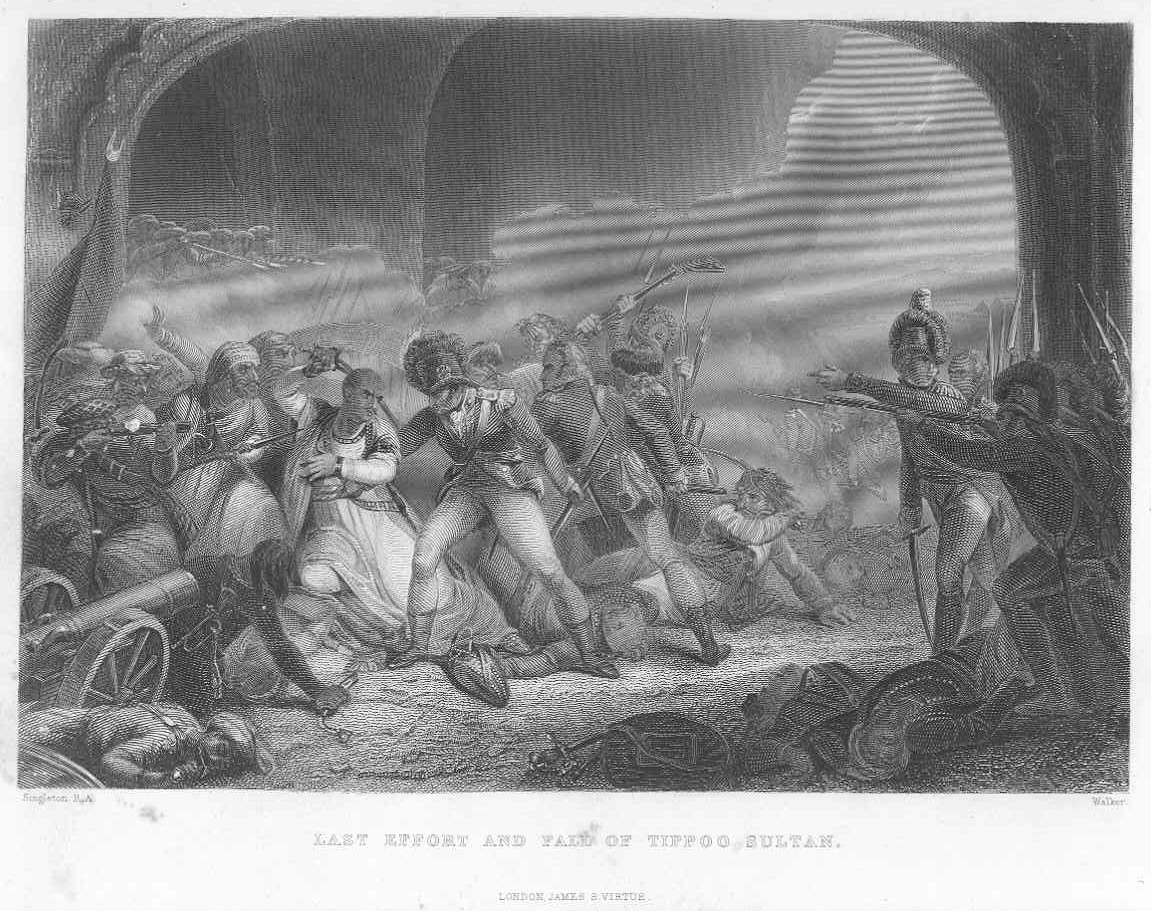
Tippo Sahib, och hans fall på slagfältet

Tippo Sahib var äldste son till Haider Ali. Utbildad i språk, matematik och naturvetenskap hade han ett personligt bibliotek på flera tusen böcker, och även tränad i krigföring. Vid faderns död 1782 besteg han tronen, och med viss hjälp av fransmännen bekämpa britterna. Slutligen tvingades han dock till en fred 22 mars 1792 som utropades i huvudstaden Seringapatam där han avstod från halva furstendömet och betalade ett ansenligt krigsskadestånd.
Tippo Sahib var inrikespolitiskt verksam med olika samhällsreformer baserade på islam trosgrunder. Trots freden 1792 fortsatte han att bekämpa britterna, och sökte åter bilda allians med Frankrike, varför britterna i ett fjärde krig mot Mysore fullständigt besegrade riket. I detta krig stupade Tippo Sahib 1799.

## I fiktionen
Bhagwan Gidwani: The Sword of Tipu Sultan. Anm: En TV-serie baserad på boken, visad på indisk TV 1990, orsakade starka protester som nådde ända till Indiens högsta domstol, som dock inte ville förbjuda TV-serien ifråga.